# Spodnje Grušovlje
Spodnje Grušovlje so naselje v Občini Žalec.